# Tachikawa Ki-55
Tachikawa Ki-55 – japoński samolot szkolenia zaawansowanego z okresu II wojny światowej. Ki-55 nie był konstrukcją oryginalną, ale jedynie nieco zmodyfikowanym samolotem towarzyszącym Tachikawa Ki-36. Pod koniec wojny używany był także do ataków samobójczych. W czasie wojny nosił amerykańskie oznaczenie kodowe Ida.

## Tło historyczne
W 1938 na służbę w wojskach lotniczych Cesarskiej Japońskiej Armii wszedł samolot towarzyszący Tachikawa Ki-36. Znakomite właściwości pilotażowe i dobre osiągi tego samolotu sprawiały, że był on dobrym kandydatem na samolot szkolenia zaawansowanego. Adaptacja Ki-36 do roli samolotu szkoleniowego była bardzo prosta, usunięto z niego tylko całe niepotrzebne do celów szkoleniowych wyposażenie, z dołu kadłuba usunięto okienka obserwacyjne, zdjęto także owiewki niechowanego podwozia oraz usunięto tylny karabin maszynowy obserwatora.

## Opis konstrukcji
Tachikawa Ki-55 był jednosilnikowym, dwuosobowym dolnopłatem używanym do szkolenia zaawansowanego. Konstrukcja samolotu była metalowa, kryta płótnem i blachą metalową. Załoga, uczeń i instruktor, siedziała z zamkniętej kabinie w układzie tandem.
Samolot był napędzany 9-cylindrowym, chłodzonym powietrzem silnikiem gwiazdowym typu Hitachi Ha-13a o mocy 510 KM przy starcie (470 KM na wysokości 1700 m) z dwupłatowym, drewnianym śmigłem.
Samolot mierzył 8 metrów długości i 3,64 metrów wysokości, rozpiętość skrzydeł wynosiła 11,8 metrów, a ich powierzchnia 20 metrów kwadratowych. Masa własna samolotu wynosiła 1292 kg, masa startowa wynosiła 1721 kg.
Prędkość maksymalna wynosiła 349 km/h na wysokości 2200 metrów, a prędkość przelotowa 235 km/h. Pułap operacyjny wynosił 8200 metrów, a zasięg do 1060 kilometrów.
Uzbrojenie stanowił pojedynczy karabin maszynowy Typ 89 kalibru 7,7 mm umieszczony w owiewce silnika.

## Historia
Prototyp samolotu został ukończony we wrześniu 1939. Łącznie z prototypem wyprodukowano 1389 samolotów tego typu, z czego 1078 w zakładach Tachikawa Hikoki i 501 w zakładach Kawasaki Kokuki:
- 1077 egzemplarzy w fabryce Tachikawa, październik 1939 - kwiecień 1943 i listopad 1943 - grudzień 1943,
- 251 egzemplarzy w fabryce Kawasaki w Gifu, luty 1941 - marzec 1943,
- 60 egzemplarzy w fabryce Kawasaki w Akashi, wrzesień 1941 - listopad 1942.

Tachikawa Ki-55 używane były jako samoloty szkolenia zaawansowanego zarówno w szkołach lotniczych Armii, jak i cywilnych szkolących pilotów Armii. W ramach normalnego szkolenia większość pilotów Armii otrzymywało skrzydełka pilota po udanym locie solowym na Ki-55. Samoloty używane były też jako samoloty szkoleniowe przez siły lotnicze marionetkowych państw azjatyckich pozostających pod wpływami japońskimi. W czasie wojny zarówno Ki-36, jak i Ki-55 nosiły amerykańskie oznaczenie kodowe Ida.
Po zakończeniu wojny zdobyczne Ki-55 używane były przez lotnictwo Chińskiej Republiki Ludowej.

## Użycie bojowe

Ki-36 w Royal Thai Air Force Museum

Pod koniec wojny Ki-55 używane były do ataków samobójczych przez jednostki kamikaze. Do tej roli były uzbrajane w 250- lub 500-kilogramową bombę przenoszoną wewnątrz kadłuba.
Po zakończeniu wojny trzy porzucone na Jawie maszyny tego typu używane były przez Indonezyjczyków przeciwko Holendrom w czasie rewolucji indonezyjskiej.